# 2. česká fotbalová liga 2000/2001
Tento článek vypovídá o 2. nejvyšší fotbalové soutěži v Česku – o jejím osmém ročníku. O ročníku 2000/01.
| Poř. | Tým                        | Z  | V  | R  | P  | VG | OG | B  |
| ---- | -------------------------- | -- | -- | -- | -- | -- | -- | -- |
| 1.   | SK Hradec Králové          | 30 | 19 | 9  | 2  | 55 | 28 | 66 |
| 2.   | SFC Opava                  | 30 | 17 | 9  | 4  | 57 | 20 | 60 |
| 3.   | SK Baník Ratíškovice       | 30 | 14 | 9  | 7  | 44 | 26 | 51 |
| 4.   | SC Xaverov Horní Počernice | 30 | 14 | 8  | 8  | 51 | 30 | 50 |
| 5.   | FK Svit Zlín               | 30 | 13 | 10 | 7  | 40 | 24 | 49 |
| 6.   | FC Vysočina Jihlava        | 30 | 13 | 8  | 9  | 38 | 31 | 47 |
| 7.   | FK AS Pardubice            | 30 | 11 | 11 | 8  | 39 | 38 | 44 |
| 8.   | FC MUS Most 1996           | 30 | 9  | 11 | 10 | 27 | 27 | 38 |
| 9.   | FC Vítkovice               | 30 | 9  | 10 | 11 | 37 | 43 | 37 |
| 10.  | FC Chomutov                | 30 | 10 | 6  | 14 | 46 | 50 | 36 |
| 11.  | FK Mladá Boleslav          | 30 | 9  | 9  | 12 | 34 | 42 | 36 |
| 12.  | 1. HFK Olomouc             | 30 | 10 | 5  | 15 | 38 | 45 | 35 |
| 13.  | SK Spolana Neratovice      | 30 | 10 | 5  | 15 | 39 | 50 | 35 |
| 14.  | SK LeRK Prostějov          | 30 | 7  | 11 | 12 | 31 | 47 | 32 |
| 15.  | FC Karviná                 | 30 | 6  | 4  | 20 | 24 | 62 | 22 |
| 16.  | FK Fotbal Třinec           | 30 | 5  | 3  | 22 | 33 | 70 | 18 |

## Soupisky mužstev
(v závorce za jménem je počet utkání a branek)

### SK Foma Hradec Králové
Karel Novotný (9/0),
Martin Svoboda (21/0) –
Martin Barbarič (21/9),
Vladimír Blüml (17/1),
Tomáš Bouška (15/0),
Jan Brendl (1/0),
Pavel Černý (29/17),
Jaroslav Dvořák (27/3),
Radek Homoláč (11/1),
Josef Chaloupka (9/1),
Roman Juračka (20/1),
David Kalousek (25/3),
Daniel Kaplan (1/0),
Filip Klapka (1/0),
Pavel Kubeš (16/1),
Michal Lesák (23/0),
Jaroslav Moník (6/0),
Karel Piták (26/3),
Adrian Rolko (16/1),
Rudolf Skácel (16/2),
Ondřej Szabo (20/1),
Michal Šmíd (20/3),
Michal Vaniš (4/0),
Miroslav Zemánek (27/2),
David Zoubek (8/4) –
trenér Petr Uličný

### Slezský FC Opava
Michal Kosmál (3/0/1),
Ivo Schmucker (26/0/14),
Petr Vašek (1/0/0) –
Jan Baránek (26/5),
Lukáš Černín (24/0),
Jaroslav Diepold (6/0),
Adrián Guľa (29/6),
Alois Grussmann (19/1),
Michal Hampel (30/9),
Pavel Harazim (24/0),
Miroslav Kamas (13/0),
Radim Kohút (2/0),
Jaroslav Kolínek (21/1),
Tomáš Kretek (23/3),
Daniel Kutty (26/4),
František Metelka (26/2),
Radek Onderka (21/9),
Jorgos Paraskevopulos (4/0),
Zdeněk Pospěch (24/3),
Radomír Prasek (7/0),
Dušan Půda (2/0),
Aleš Rozsypal (21/7),
Michal Schreier (5/0),
Igor Szkukalek (13/0),
Michal Štefka (5/2),
Ondřej Švejdík (2/0),
Tomáš Vychodil (28/5) –
trenér Bohuš Keler

### SK Baník Ratíškovice
Pavel Barcuch (30/0/14) –
Jiří Adamec (9/0),
René Bábíček (21/2),
Lukáš Cejthamr (8/0),
Richard Hrotek (29/4),
Michal Hýbner (28/4),
Aleš Chmelíček (27/6),
Miroslav Kaloč (26/4),
Michal Kordula (27/3),
Tomáš Kotásek (1/0),
Jiří Krohmer (18/6),
Tomáš Podrazil (29/0),
Filip Pochylý (1/0),
Pavel Svoboda (27/1),
Michal Šuráň (27/0),
Martin Švestka (15/0),
Pavel Toman (25/0),
Luděk Urbánek (29/3),
Jiří Vít (15/2),
Petr Zemánek (15/9) –
trenér Vlastimil Palička

### SC Xaverov Horní Počernice
Jaroslav Karel (15/0),
Jaroslav Mašín (10/0),
Petr Víšek (6/0) –
Jiří Dohnal (7/0),
František Douděra (27/0),
Tomáš Freisler (15/1),
Tibor Fülöp (20/1),
Pavel Grznár (27/9),
Zdeněk Houštecký (29/3),
Miroslav Jirka (29/14),
Roman Kolín (30/1),
Jan Kopaňko (18/0),
Jiří Krejcar (18/0),
Jaroslav Ložek (26/0),
Lukáš Marek (29/4),
Martin Mašek (12/0),
Radek Miřatský (9/2),
Petr Průcha (25/7),
Pavel Putík (27/7),
Josef Ringel (4/0),
Jan Šimek (2/0),
Viktor Švestka (13/0),
Štěpán Vachoušek (9/2) –
trenér Juraj Šimurka

### FK Svit Zlín
Martin Lejsal (22/0),
Otakar Novák (8/0) –
Roman Dobeš (27/2),
Michal Gottwald (20/2),
Michal Hlavňovský (18/2),
Milan Holík (1/0),
David Hubáček (28/0),
Vladimír Chalupa (28/6),
Jan Jelínek (1/0),
Jaroslav Josefík (5/0),
Dalibor Karnay (8/1),
Petr Klhůfek (29/4),
David Kopčil (10/0),
Jiří Koubský (22/0),
Zdeněk Kroča (14/0),
Josef Lukaštík (27/4),
Petr Novosad (25/0),
Martin Rozhon (15/3),
Michal Salák (13/1),
Miroslav Sečen (25/4),
Petr Slončík (25/6),
David Šmahaj (4/1),
Jaroslav Švach (21/2),
Jiří Valta (7/0),
Vlastimil Vidlička (5/0),
Ladislav Zakopal (5/1) –
trenéři Bohumil Páník a František Ondrůšek

### FC Vysočina Jihlava
Jiří Bartoš (28/1/11),
Martin Bílek (2/0/0),
Martin Padrnos (1/0/0),
Pavel Pospíchal (1/0/0) –
Daniel Bratršovský (11/0),
Radek Drulák (6/2),
Vladimír Hekerle (30/0),
Aleš Hošťálek (19/11),
Michal Kadlec (25/3),
Tomáš Kaplan (27/7),
Ivo Koníř (19/1),
Milan Macík (22/0),
Jiří Malínek (12/0),
Emil Nečas (15/1),
Miroslav Prchlý (12/0),
Aleš Ryška (28/2),
Radek Sláma (27/0),
Lubomír Slavík (25/1),
Ladislav Šebek (22/1),
Ondřej Šourek (10/1),
Pavel Šustr (10/1),
Lukáš Vaculík (18/0),
Karel Večeřa (27/3),
Michal Veselý (18/3),
Martin Zimčík (9/0) –
trenér Miloslav Machálek

### FK Atlantic Slovan Pardubice
Pavel Raba (11/0),
David Šimon (20/0) –
Lukáš Adam (15/2),
Milan Bakeš (11/0),
Aleš Bednář (28/9),
Radek Bukač (9/1),
Helmi Dali (4/0),
Jaroslav David (27/0),
Roman Dobruský (2/0),
Radek Dolejský (6/0),
Jan Gruber (24/7),
Rostislav Hertl (12/1),
Ondřej Herzán (29/5),
Radovan Hromádko (13/1),
Aleš Jindra (14/1),
Jiří Kaciáň (22/1),
Tomáš Kalán (12/0),
Lukáš Killar (9/0),
Stanislav Krejčík (6/0),
Michal Meduna (22/4),
Jiří Mohyla (10/0),
Pavel Němeček (2/0),
Roman Nohavica (29/3),
Kamil Pecivál (6/1),
Martin Pěnička (4/0),
Martin Šádek (7/0),
Martin Třasák (27/1),
Jiří Valta (14/0),
Jan Volejník (9/0),
Pavel Vrba (9/1) –
trenér Martin Pulpit

### FC MUS Most
Michal Kýček (4/0),
Oldřich Meier (15/0),
Jiří Vosyka (11/0) –
Marek Endl (18/0),
David Filinger (5/0),
Michal Fojtík (6/1),
Mário Kaišev (10/0),
Michal Káník (6/1),
Jan Kraus (9/2),
Stanislav Krejčík (6/0),
Lubomír Langer (28/4),
Martin Maděra (21/1),
Martin Matlocha (29/4),
Tomáš Poláček (30/1),
Libor Polomský (26/1),
Jan Procházka (18/0),
Oldřich Rek (17/3),
Petr Sedlák (20/0),
Václav Spal (21/3),
Kamil Štěpaník (21/1),
Jiří Trutnovský (7/0),
Ivan Václavík (13/0),
Michal Vašák (29/3),
Adrian Vizingr (24/1),
Jiří Vorlický (17/1) –
trenéři Zdeněk Peclinovský (1.–12. kolo), Michal Zach (13.–15. kolo) a Luboš Urban (16.–30. kolo)

### FC Vítkovice
Jakub Kafka (26/0),
Jiří Pospěch (1/0),
Alan Twardzik (3/0) –
Pavel Bartoš (3/0),
Radim Derych (19/3),
Patrik Gross (14/2),
Tomáš Hejdušek (18/1),
Petr Hupka (29/3),
Dejan Jovanović (9/1),
Daniel Kaspřík (12/1),
Petr Kirschbaum (13/1),
Roman Klimeš (26/3),
Marek Kloupar (12/1),
Jiří Kostřiba (11/0),
Matej Krajčík (21/0),
Michael Kupík (19/2),
Jaroslav Kupka (1/0),
David Langer (14/0),
Jaroslav Laub (15/1),
Pavel Martinka (6/0),
Tomáš Mikulenka (4/0),
Vítězslav Mooc (24/6),
Lubomír Němec (24/1),
Lukáš Polónyi (5/1),
Marek Poštulka (23/8),
Milan Poštulka (12/0),
Ondřej Smetana (4/0),
Bohuslav Škopek (1/0),
Robert Štros (6/0),
Daniel Tchuř (14/1),
Aleš Vojáček (27/0) –
trenér Jiří Bartl

### FC Chomutov
Martin Luger (28/0),
Bogdan Stefanović (3/0) –
Luděk Altman (14/0),
Jiří Časko (28/4),
Ladislav Doksanský (22/1),
Jan Eiselt (8/0),
Svatopluk Habanec (28/11),
Roman Harvatovič (26/1),
Patrik Holomek (29/7),
Pavel Kareš (18/0),
Zdeněk Kotalík (28/0),
Radim Laibl (13/1),
Martin Maděra (3/0),
Aleš Paldrman (1/0),
Petr Pfeiffer (25/7),
Jaroslav Sláma (17/0),
Radek Smola (14/2),
David Sourada (5/2),
Petr Strouhal (27/6),
František Šimek (17/1),
Peter Štyvar (8/0),
Vít Turtenwald (13/1),
Petr Voříšek (9/1),
Jan Zelenka (12/1) –
trenér Přemysl Bičovský

### FK Mladá Boleslav
Jiří Malík (11/0),
Miroslav Miller (5/0),
Martin Slavík (15/0) –
Milan Bouda (8/0),
Viktor Dolista (7/0),
Marian Dudka (7/0),
Petr Dvořák (14/3),
Petr Hlavsa (14/2),
Petr Jendruščák (7/0),
Luděk Jón (8/1),
Josef Just (26/1),
Pavel Kandráč (2/0),
Vladimír Kocourek (27/2),
Jiří Krouský (1/0),
Pavel Lukáš (28/1),
Marek Matějovský (14/1),
Lukáš Novotný (14/1),
Miroslav Paták (27/1),
Tomáš Pešír (19/6),
Antonín Prančl (12/2),
Petr Růžička (17/0),
Tomáš Sedláček (10/0),
Vladimír Sedláček (11/0),
Jan Skoupý (24/2),
David Sládeček (29/4),
Jiří Svojtka (15/1),
Jiří Šádek (10/1),
Antonín Valtr (24/3),
Jan Zelenka (8/1) –
trenér Milan Šíp

### 1. HFK Olomouc
Vilém Axmann (5/0),
Peter Brezovan (10/0),
Marek Janků (10/0),
Petr Jurčík (7/0) –
Ladislav Bohdal (19/3),
Waldemar Broda (6/0),
Jiří Derco (28/3),
Radek Drulák (14/4),
Vilém Dýčka (13/0),
Marek Folprecht (1/0),
Roman Hanus (5/0),
Jiří Henkl (29/1),
Rastislav Kaščák (13/1),
Ivo Lošťák (29/3),
Tomáš Martinek (8/0),
Miroslav Matula (6/0),
Emil Nečas (10/1),
Tomáš Pavlínský (2/0),
Roman Penc (4/0),
Petr Podešva (7/1),
Radomír Řehák (27/3),
Roman Sedláček (25/8),
Svatopluk Spáčil (13/1),
Jan Stráněl (27/1),
Jakub Svoboda (4/0),
Bohuslav Šnajdr (22/2),
Lubomír Štrbík (24/2),
Radek Tichý (12/0),
Daniel Zavadil (29/4) –
trenéři Milan Gajdůšek (1.–12. kolo), Petr Mrázek (13.–15. kolo), Josef Pučálka (13.–15. kolo), Alexandr Bokij (16.–20. kolo) a Roman Pivarník (21.–30. kolo)

### SK Spolana Neratovice
Jiří Bobok (7/0),
Václav Winter (23/0) –
Luděk Altman (9/0),
Jiří Bezpalec (28/0),
David Čáp (13/0),
Jiří Dozorec (14/1),
Tomáš Fingerhut (12/2),
David Fukač (9/0),
Josef Hamouz (15/0),
Roman Hendrych (28/2),
Lukáš Hrabák (8/0),
Petr Hyka (1/0),
Pavel Janeček (25/3),
Roman Janoušek (5/4),
Jaromír Jindráček (9/1),
Ivan Kopecký (8/2),
David Köstl (26/5),
Zdeněk Kratochvíl (1/0),
Roman Leitner (15/3),
Viktor Müller (1/0),
Michal Obrtlík (10/0),
Ondřej Prášil (15/4),
Tomáš Řehoř (12/0),
Milan Šafr (28/7),
Jaroslav Škoda (25/2),
Ivan Václavík (10/1),
Pavel Vašíček (15/1),
Jaroslav Vrábel (29/0) –
trenéři František Adamíček (1.–14. kolo) a Luděk Kokoška (15.–30. kolo)

### SK LeRK Prostějov
Miloš Buchta (8/0),
Tomáš Kovář (8/0),
Martin Macko (9/0),
Oldřich Pastyřík (1/0),
Martin Ticháček (5/0) –
Vladimír Bárta (22/2),
Petr Bartes (6/0),
Miroslav Boniatti (11/1),
Milan Boušek (11/0),
Jiří Bureš (15/1),
Tomáš Cigánek (29/3),
Roman Drga (26/0),
Petr Faldyna (14/1),
Jiří Gába (26/1),
Tomáš Glos (5/0),
Petr Gottwald (10/2),
Martin Horák (14/1),
Lubomír Keluc (6/0),
Michal Kopecký (7/0),
Ivo Krajčovič (10/1),
Petr Krátký (10/0),
Miroslav Laštůvka (4/0),
Aleš Látal (2/0),
Jiří Liška (2/0),
Jakub Macek (12/2),
Rudolf Muchka (11/1),
Lukáš Nechvátal (21/1),
Zdeněk Opravil (15/3),
Jorgos Paraskevopulos (1/0),
Leoš Pazdera (1/0),
Tomáš Randa (13/2),
Tomáš Robenek (12/2),
Aleš Schuster (7/0),
Michal Spáčil (29/6),
Petr Tichý (22/0),
Jan Žemlík (4/0) –
trenér Karel Trnečka

### FC Karviná
Jaroslav Čajka (14/0),
Patrik Krabec (4/0),
Milan Miklas (15/0) –
Pavel Bernatík (3/0),
Marek Bielan (17/0),
Tomáš Borys (1/0),
Libor Bosák (9/1),
Tomáš Brázdil (2/0),
Lukáš Ferenc (6/0),
Tomáš Fluxa (11/2),
Jiří Frait (6/0),
Tomáš Franek (1/0),
Eduard Gábriš (9/0),
Zdeněk Holý (25/1),
Daniel Jurčík (11/1),
Štefan Kavuliak (15/1),
Tomáš Kijonka (2/0),
Rostislav Klimek (6/1),
Michael Klos (6/0),
Radim Kohút (12/1),
Radomír Korytář (28/0),
Miroslav Kozák (20/4),
Pavel Malíř (27/0),
Fotis Maniatis (28/4),
Robert Martinček (5/1),
Viktor Müller (4/2),
Michal Ondráček (26/0),
Milan Prčík (16/0),
Martin Rozhon (9/1),
Radim Sáblík (14/2),
Enver Smajli (2/0),
Karel Socha (13/2),
Marcel Škuláň (1/0),
Martin Špička (13/0),
Jiří Útrata (9/0),
Vladimír Volný (23/0) –
trenér Lubomír Vašek (1.–7. kolo) a Libor Pala (8.–30. kolo)

### SK Železárny Třinec
Marek Čech (14/0),
Petr Jursa (10/0),
Radovan Krása (5/0),
Lukáš Paleček (1/0) –
Vítězslav Bazgier (5/0),
Adam Brzezina (26/8),
Jaroslav Černý (26/4),
Miroslav Černý (23/0),
Zdeněk Dembinný ml. (11/0),
Rostislav Duda (20/1),
Alois Grussmann (12/0),
Jan Hejnal (22/1),
Martin Hudzieczek (6/0),
Jaroslav Chlebek (12/0),
Tomáš Jakus (13/7),
Tomáš Janoviak (9/1),
Petr Kirschbaum (12/0),
Aleš Kluz (25/2),
Jiří Lachowicz (15/0),
Marek Matýsek (6/0),
Leoš Mitas (14/0),
Václav Pavlus (9/0),
Dušan Půda (7/3),
Jakub Sikora (1/0),
David Strokosz (1/0),
Rudolf Sztefek (2/0),
David Štverka (9/0),
Martin Štverka (29/2),
Jiří Topiarz (12/1),
Radomír Víšek (14/0),
Petr Vybíral (11/0),
Přemysl Zbončák (22/2) –
trenér Zdeněk Dembinný st. (1.–7. kolo), Václav Štverka (8. kolo) a Lubomír Vašek (9.–30. kolo)